# Тубільці (село)
Ту́більці — село в Україні, в Черкаському районі Черкаської області, підпорядковане Мошнівській сільській громаді.
У селі мешкає 1353 людей.

## Історія
Є як мінімум три версії походження назви села: дослідник середини ХІХ ст. Похілевич у «Сказанні про населені пункти Київської губернії» пов'язує назву села з корінним населенням «тубільці», інша версія говорить про переселення у 18 ст. частини селян з річки Тобол, яка знаходиться на Волині і начебто пов'язаної з цим назви села. Разом з тим можна погодитись і з такою версією-на татарській мові назва "субільці"відповідає значенню «місце за сіма бродами» (переправами). Якщо прикинути рельєф шляху від більш значущого населеного пункту села Мошни, то ці сім впадин, які в 13-14 ст. під час татаро-монгольської навали могли бути значними водними перешкодами, ще і сьогодні помітні.
Підтвердженням того, що село Тубільці існували ще до 1649 р. є те, що в складеному в цьому році Реєстрі Війська Запорізького в Мошенській сотні Черкаського полку налічуються козаки: «Креско Тубольский, Илко і Ждан Плевацкие, Лесько Шелепушенко». Цілком очевидно, що прізвища їм дані від назви сіл, в яких вони проживали.

## Населення

### Мова
Розподіл населення за рідною мовою за даними перепису 2001 року:
| Мова            | Кількість | Відсоток |
| --------------- | --------- | -------- |
| українська      | 1276      | 97.33%   |
| російська       | 32        | 2.44%    |
| румунська       | 2         | 0.15%    |
| інші/не вказали | 1         | 0.08%    |
| Усього          | 1311      | 100%     |

## Соціальна сфера
У селі функціонує загальноосвітня школа I—III ступенів.
Також існує медична частина з аптекою, один промтоварний та три продуктових магазини. Тричі на тиждень влаштовується базар. По вулиці Шевченка працює кафетерій та бар. Функціонує футбольний клуб «Рось», а також стадіон, де команда приймає домашні матчі.

## Культура
У 2008 році згорів будинок культури. Пожежа, що виникла з невідомих причин 15 жовтня, швидко охопила культурний центр села, вогонь безжально знищив бібліотеку та кінотеатр, розташовані у будівлі.

## Пам'ятки

### Церква святого Миколая
У селі є дерев'яна церква. Відомо лише, що її попередницю (побудована 1843 року) розібрали, і нову церкву побудували на поч. ХХ ст. Спочатку її будівництво збиралася спонсорувати графиня К.Балашова, спадкоємиця Воронцових, але хотіла назвати новий храм по-своєму; селяни ж воліли лишити стару назву —Миколаївська. Тому графиня дала грошей лише на фундамент. Церква збудована у 1910 році. Поміщиця Катерина Балашова на прохання селян про допомогу у будівництві церкви поставила вимогу перенести храмове свято на честь святої Катерини, на що сходка селян відповіла категоричною відмовою. Після роздумів поміщиця виділила тільки граніт на побудову фундаменту нової церкви. А всі інші витрати здійснювались на кошти селян.
Церква за архітектурою є унікальною, особливо вражали своєю святковістю віконні вітражі, які, на жаль, були втраченими під час останніх ремонтних робіт.

## Постаті
- Плохий Андрій Віталійович (1983—2014) — капітан Збройних сил України, учасник російсько-української війни.